# Aigliers
Aigliers (en francès Eygliers) és un municipi francès situat al departament dels Alts Alps i a la regió de Provença – Alps – Costa Blava.

## Demografia
| 1962                                       | 1968 | 1975 | 1982 | 1990 | 1999 | 2006 | 2013 |
| ------------------------------------------ | ---- | ---- | ---- | ---- | ---- | ---- | ---- |
| 413                                        | 414  | 403  | 502  | 596  | 697  | 738  | 761  |
| Des de 1962: població sense dobles comptes |      |      |      |      |      |      |      |

## Administració
| Període   | Identitat    | Partit |
| --------- | ------------ | ------ |
| 2001-2008 | Louis Abrard | PRG    |
| 2008-2014 | Jean Morel   |        |
| 2014-     | Anne Chouvet |        |